# Terňa
Terňa es un municipio del distrito de Prešov en la región de Prešov, Eslovaquia, con una población estimada a final del año 2024 de 1340 habitantes.
Se encuentra ubicado en el centro-sur de la región, en el valle del río Torysa (cuenca hidrográfica del río Tisza) y cerca de la frontera con la región de Košice.

## Demografía
| Año        | 1994 | 2004    | 2014     | 2024    |
| ---------- | ---- | ------- | -------- | ------- |
| Población  | 983  | 1075    | 1234     | 1340    |
| Diferencia |      | +9,35 % | +14,79 % | +8,58 % |

| Año        | 2023 | 2024    |
| ---------- | ---- | ------- |
| Población  | 1335 | 1340    |
| Diferencia |      | +0,37 % |